# Amon (priimek)
Amon je priimek v Sloveniji, ki ga je po podatkih Statističnega urada Republike Slovenije 1. januarja 2022 uporabljalo 407 oseb in je med vsemi priimki po pogostosti uporabe uvrščen na 856. mesto. Največ ljudi s tem priimkom (210) živi v savinjski statistični regiji.

## Znani slovenski nosilci priimka
- Ines Amon (* 1992), rokometašica
- Marko Amon (1929–2007), veterinar
- Mirko Amon (1930–2020), košarkar
- Slavko Amon (* 1945), fizik, elektrotehnik, univ. prof.
- Smilja Amon (* 1932), komunikologinja in zgodovinarka novinarstva
- Tomaž Amon (* 1955), biolog

## Znani tuji nosilci priimka
- Chris Amon (* 1943), novozelandski avtomobilski dirkač
- Johann Andreas Amon (1763–1825), nemški glasbenik in skladatelj